# Märtha Åkerberg-Sirinyan
Märtha Elisabeth Åkerberg-Sirinyan, född 7 februari 1919 i Örebro, död 25 juni 2010 i Stockholm, var en svensk målare.
Hon var dotter till målarmästaren Ludvig Andersson och Anna Elisabeth Hellberg och gift första gången med ingenjören Ulf Åkerberg och andra gången från 1955 med försäljaren Asot Sirin. Åkerberg-Sirinyan studerade vid Signe Barths målarskola, Otte Skölds målarskola i Stockholm och under studieresor till bland annat Spanien, Grekland och Jugoslavien. Hennes konst består av orientaliska landskap, svenska motiv från bland annat Öland och Stockholm utförda i olja, akvarell och gouache.
Åkerberg-Sirinyan är representerad vid Moderna museet och Örebro läns museum.